# Ensemble Micrologus
L'Ensemble Micrologus è un gruppo vocale-strumentale italiano specializzato nell'esecuzione di musiche medievali.

## Storia
Il gruppo viene alla luce nel 1984 fra i primi che si propongano di far conoscere la musica medievale a quel tempo poco eseguita. Su impulso di quattro musicisti: Patrizia Bovi, Gabriele Russo, Adolfo Broegg e Goffredo Degli Esposti, nasce Micrologus. Il bagaglio professionale dei componenti, tutti esperti di musica medievale, li spinge ad esplorare, in particolare, la musica sacra dal XII al XIV secolo con un occhio di riguardo alle forme della sacra rappresentazione e del dramma sacro.
Il loro approccio al repertorio si indirizza alla lettura filologica degli spartiti ed al recupero delle sonorità del tempo a mezzo della costruzione di strumenti dell'epoca e dello studio delle vocalità del tempo in cui furono composte le opere da loro rappresentate.
Ben presto riescono ad imporsi a livello europeo ed internazionale portando i loro spettacoli in giro per l'Europa, in Nordafrica ed in Asia. Fra i paesi in cui hanno dato concerti si ricordano, in ordine alfabetico, Austria, Belgio, Canada, Francia, Germania, Giappone, Inghilterra, Marocco, Paesi Bassi, Polonia, Portogallo, Repubblica Ceca, Spagna, Svizzera, Slovenia, e Ungheria.
Il 23 aprile 2006 la prematura scomparsa dell'artista Adolfo Broegg lascia un vuoto incolmabile.

## Componenti
- Patrizia Bovi - Canto, arpa gotica
- Gabriele Russo - Ribeca, viella, viola da gamba, liuto
- Goffredo Degli Esposti - Canto, organo portativo, cornamuse, flauti

Il gruppo ha organico variabile in base all'opera rappresentata e varia di volta in volta con l'aggiunta di altri cantori e strumentisti.

## Discografia
La loro discografia è costituita da oltre 20 CD.
- 1988 - Amor mi fa cantar (Quadrivium, SCA 004)
- 1990 - Cantigas de Santa Maria. XIII secolo, con René Zosso (Quadrivium, SCA 014)
- 1994 - Landini e la Musica Fiorentina (Opus 111, OPS 30-112)
- 1994 - Llibre Vermell. Canti di pellegrinaggio al Monte Serrato XIV secolo (Edizioni Disc, CD M0002)
- 1995 - D'Amor cantando. Ballate e madrigali veneti. Codice Rossi (Opus 111, OPS 30-141)
- 1995 - In Festa. Canti d'amore e di festa del Medioevo. Calendimaggio di Assisi (Edizioni Disc, CD M0001)
- 1996 - Laude Celestiniane, con la Compagnia di cantori "Hora Decima" (Nuova Fonit Cetra, NFCD 2041)
- 1997 - O Yesu dolce. Laudi italiane del quattrocento - Devotion (Opus 111, OPS 30-169)
- 1998 - Madre de Deus. Cantigas de Santa Maria (Opus 111, OPS 30-225)
- 1998 - Napolitane. Villanelle, arie, moresche 1530-1570 (Opus 111, OPS 30-214)
- 1999 - Cantico della terra, con il Quartetto Vocale Giovanna Marini (Opus 111, OPS 30-277)
- 1999 - Laudario di Cortona (Edizioni Disc, CD M00010/3)
- 2001 - Napoli Aragonese (Opus 111, OPS 30-215)
- 2001 - Llibre vermell de Montserrat. Sec XIV, con la Capella de Música de Santa Maria del Mar (Discant, CD-E 1008)
- 2004 - Adam de la Halle, Le jeu de Robin et Marion (Zig-Zag Territoires, ZZT 040602)
- 2005 - Francesco Landini, Fior di Dolceça (Zig-Zag Territories, ZZT 050603)
- 2005 - Maggio Valente. Canzoni e Danze nelle Corti Italiane tra Medioevo e Rinascimento - Festival Italia Mia (ORF 460)
- 2005 - Alla Festa Leggiadra. Ballate, madrigali e danze all'epoca di Boccaccio (XIV secolo) (Micrologus Edizioni Discografiche)
- 2006 - Aragón en Nápoles. Música para la corte aragonesa de Nápoles (siglo XV)
- 2007 - Gloria et Malum. Musica e danza del Quattrocento nelle corti italiane, con la Compagnia di danza antica Belreguardo (Micrologus Edizioni Discografiche)
- 2008 - Kronomakia, con Daniele Sepe und Rote Jazz Fraktion
- 2009 - Fior gentile. L'ars nova di Magister Antonio Zachara da Teramo
- 2009 - 1994-2009. 25 anni d'amor cantando
- 2013 - Le jeu de Robin et de Marion & Mottetti & Rondeau polifonici di Adam de La Halle (ca. 1250-1289?)
- 2014 - Devote passioni - Laude e soni nelle feste religiose aquilane (secc. XV-XVI) - (Ed. disc. Micrologus - CDM 0027.14.2)
- 2014 - Carnivalesque. Sex, lies and… musical tales
- 2014 - Le vie del sacro. Canti religiosi in Italia tra Medioevo e Rinascimento[1]

Colonne sonore e musiche di scena:
- 1990 - Ragazzi fuori, colonna sonora del film di Marco Risi; musiche di Giancarlo Bigazzi
- 1991 - Mediterraneo, colonna sonora del film di Gabriele Salvatores; musiche di Giancarlo Bigazzi e Marco Falagiani
- 2007 - L'ultimo padrino, colonna sonora del film di Marco Risi; musiche di Giancarlo Bigazzi
- 2007 - Myth. The Music, musica per le coreografie di Sidi Larbi Cherkaoui